# Los Sims 2: decora tu familia
Los Sims 2: decora tu familia (Accesorios) es el primer pack de Accesorios de la saga de Los Sims 2. Incluye unos 60 nuevos objetos y otros accesorios. Este pack fue lanzado el 18 de abril de 2006 para PC y el 7 de septiembre de 2007 para MAC OS X.

## Novedades
- Ropas nuevas, hawaianas, disfraces y otros.

- 3 colecciones nuevas:
  - Fantasía: Objetos con un toque infantil tematizados con castillos, hadas y disfraces. Esta colección incluye una cama, armarios, una alfombra, un póster, una lámpara de mesa, etc.
  - Marino: Una habitación al puro estilo acuático para los Sims más pequeños de la casa. Prácticamente incluye lo mismo que la colección anterior pero tematizadas de esta manera (conchas, medusas, pulpos, etc.).
  - Náutica: Varios objetos que no nos pueden faltar en la decoración de nuestra casa.

Aparte de estas colecciones, hay otros nuevos objetos, como un flotador, máscaras, espejos y otros objetos, suelos y paredes nuevos.
Al tratarse de un pack de accesorios, se necesita tener instalado Los Sims 2, Los Sims 2 Edición DVD, Los Sims 2 Edición Navideña o Los Sims 2 Deluxe.

### Oficiales
- Sitio oficial de Los Sims 2 (en inglés)
- Sitio oficial de Los Sims (en español)
- Sitio oficial de Los Sims 2 (en español)

### Otros
- Web oficial de PEGI

- Datos: Q5407971